# Ilhas Cayman nos Jogos Olímpicos de Verão de 2000
As Ilhas Cayman participaram dos Jogos Olímpicos de Verão de 2000 em Sydney, Austrália.